# Zitzer Szellemi Köztársaság
A Zitzer Szellemi Köztársaság vagy Zitzer Club (szerbül: Духовна република "Зитзер", angolul: Spiritual Republic Zitzer) az Oromhegyesen 1992. május 10-én kezdődött háborúellenes megmozdulás alatt, a volt Jugoszláviában egyre több helyen kikiáltott szerb köztársaságok szürrealista paródiája, amelynek nem volt területe, hiányoztak a határai, egyedül csak alkotmányt, himnuszt és címert fogadtak el a tiltakozók.
Alkotmány: a 15 paragrafus fő jellemzője, hogy minden állampolgár azonos jogokkal rendelkezik, amelyeket csak a többi állampolgár ugyanilyen jogai korlátozzák.
Himnusz: Raveltól a Boléro. Magyarázat: a) a Bolero halkan kezdődik, de a végén szinte fülsiketítően betölti a teret; b) a Boleróról a szakemberek azt állították, hogy a disszonancia harmóniája, a Zitzer Szellemi Köztársaság számára a demokrácia is ugyanaz.
Címer: szabályos fekete keretes négyzetben elhelyezett három (zöld, kék és sárga) biliárdgolyó, amelynek közepén egy fekete körvonal található. Magyarázat: a) négyzet = biliárd- és pingpongasztal (sokaknak ezek voltak nemcsak a játékszerei, hanem a hálóhelyei is); b) biliárdgolyók = a legtöbb bennlakó leggyakrabban ezt játszotta, a színek pedig a Vajdaság színei; c) fekete keret = az ottlakók kedvenc eledele a pizza volt, a Zitzer Club nemcsak biliárdterem, hanem pizzéria is volt.